# Варненска комуна (1919 – 1921)
Варненската комуна е управление на Община Варна след Освобождението на България. Тя просъществува само 17 месеца, като допринася много за развитието на града в социално, икономическо и културно отношение. Според първичните източници от периода и по-късните експертни интерпретации, Варненската комуна е наричана от съвременниците си именно така. През същия период като избран орган на местно самоуправление функционира и Сливенската градска комуна, като в много други български градове тесните социалисти също получават мнозинство и създават община-комуна.

## Предпоставки
Изборната победа на тесните социалисти идва в момент, в който погледите са насочени към северозападните черноморски брегове, където Червената армия е на път да влезе в Одеса. На 27 декември 1919  ЦК на БРСДП (т.с.) и Съюзът на транспортните работници обявяват обща транспортна стачка в страната.

## Дейност
В състава на Варненския общински съвет по време на Варненската комуна попадат Димитър Кондов, д-p H. Димитpoв, Ст. Kaлчeв, Ж. Дикиджиeв, Д. С. Пoпoв, Христо Томов, П. Попов, Ст. Bacилeв, Никола Xp. Maлeв, Иван Винаров, Михаил Комарджиев, Лука Хамамджиев, Панайот Paнкoв, Панайот Кърджиев, Жеко Желябов, Н. Млячков, Радослав Крайчев, д-p T. Стоянов, Тодор Страшимиров, Hикола Mиpски, Kp. Toдopoв, Hypи Myмджиев, Cт. Caвoв, Дяко Бeдeлeв и Стефан Венедикт Попов.
Кмет на Варненската комуна е Димитър Кондов, а левите общински съветници работят под политически натиск от централната власт и международните рестрикции на Ньойския договор. Официално подкрепят политиката на СССР. Комунарите правят ревизия на бюджета и възстановяват издаването на Варненски общински вестник, спрян по време на Първата световна война. Приема за първи път във Варна прогресивното подоходно облагане. С решение от 30 март 1920 г. част от разположената край града земеделска земя става общинска собственост, а приходите от нея влизат в общинската хазна. Приет е и един нов налог – курортна такса, от която са освободени всички инвалиди и чиновници с под 10 хил.лв. годишна заплата. Сключен е крупен банков заем. Варненската комуна успява да увеличи бюджета на общината, но се поставя в конфликт с някои варненски граждани.

## Разтурване на Варненската комуна
През април 1921 г. се разгаря дебат относно данъка за смет, с който комуната облага търговците и индустриалците и липсата на защита за тях от Дружеството на варненските търговци. На 24 май 1921 г. в София е извършен атентат по време на празничното шествие, за който обществеността обвинява тесните социалисти. На 29 май 1921 г. членовете на Варненската комуна подават оставки. Заменени са с тричленна комисия, ръководена от земеделеца Йордан Пекарев, която насрочва нови избори и уволява местни комунисти на общинска служба.

## Допълнително четиво
- Мария Пенкова. "Варненската комуна 1919-1921", Държавно издателство "Варна" - 1961 г. - Регионална библиотека „Пенчо Славейков” - Варна
- Варненски общински вестник  - седмичник на Варненското градско общинско управление - Варна , 1919-1921